# James Leslie Starkey

Starkey (zweiter von rechts) mit Gerald Lankester Harding, Olga Tufnell, Flinders Petrie, Hilda Petrie und D. L. Risdon (von links nach rechts)

James Leslie Starkey (geboren 3. Januar 1895 in London; gestorben 10. Januar 1938 in Bayt Jibrin bei Hebron)  war ein britischer Archäologe.

## Leben
James Leslie Starkey wurde als Sohn eines Landvermessers geboren. Sein Interesse an schulischer Ausbildung sei nicht sehr ausgeprägt gewesen. Im Ersten Weltkrieg war Starkey Angehöriger des Royal Flying Corps und wurde ausgezeichnet.
Am University College London entzifferte er bei Margaret Alice Murray Ägyptische Hieroglyphen und kam in Kontakt mit Flinders Petrie. Mit Guy Brunton begleitete er diesen bei einem seiner Forschungsaufenthalte in Qau-Badari in Oberägypten, wo sie für Petries „British School of Archaeology in Egypt“ arbeiteten. Ab 1926 assistierte er Petrie in Palästina, zunächst in Tell Jemmeh, dann arbeitete er ohne Petrie in „Tell el-Far'ah, South“ und 1931 in „Tall al-Ajjul“.
1932 erhielt er einen eigenen Ausgrabungsauftrag, bei dem ihn Gerald Lankester Harding und Olga Tufnell unterstützten. Auf dem bereits von Petrie vermessenen Tell ed-Duwer (Lachisch) fanden sie eine Kultstätte aus der späten Bronzezeit, Reste von Stadtmauern und Stadttoren, sowie einen Sonnenschrein aus der hellenistischen Periode. Aber vor allem gelang es Starkey dank seiner akribischen Methode Ostraka aufzufinden, die kurz vor der Eroberung durch die Babylonier von einem Außenposten an den Kommandeur von Lachisch geschrieben worden waren – achtzehn Stücke im Jahre 1935, drei weitere im Jahr 1938. Es waren zu diesem Zeitpunkt die ersten Dokumente in klassischem Hebräisch.

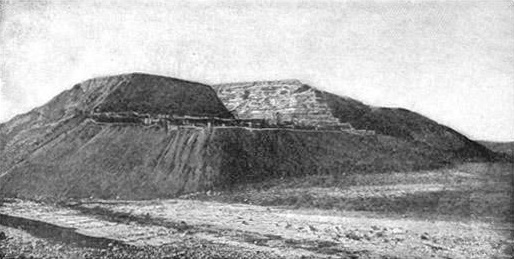
Tell ed-Duwer (o. J.)
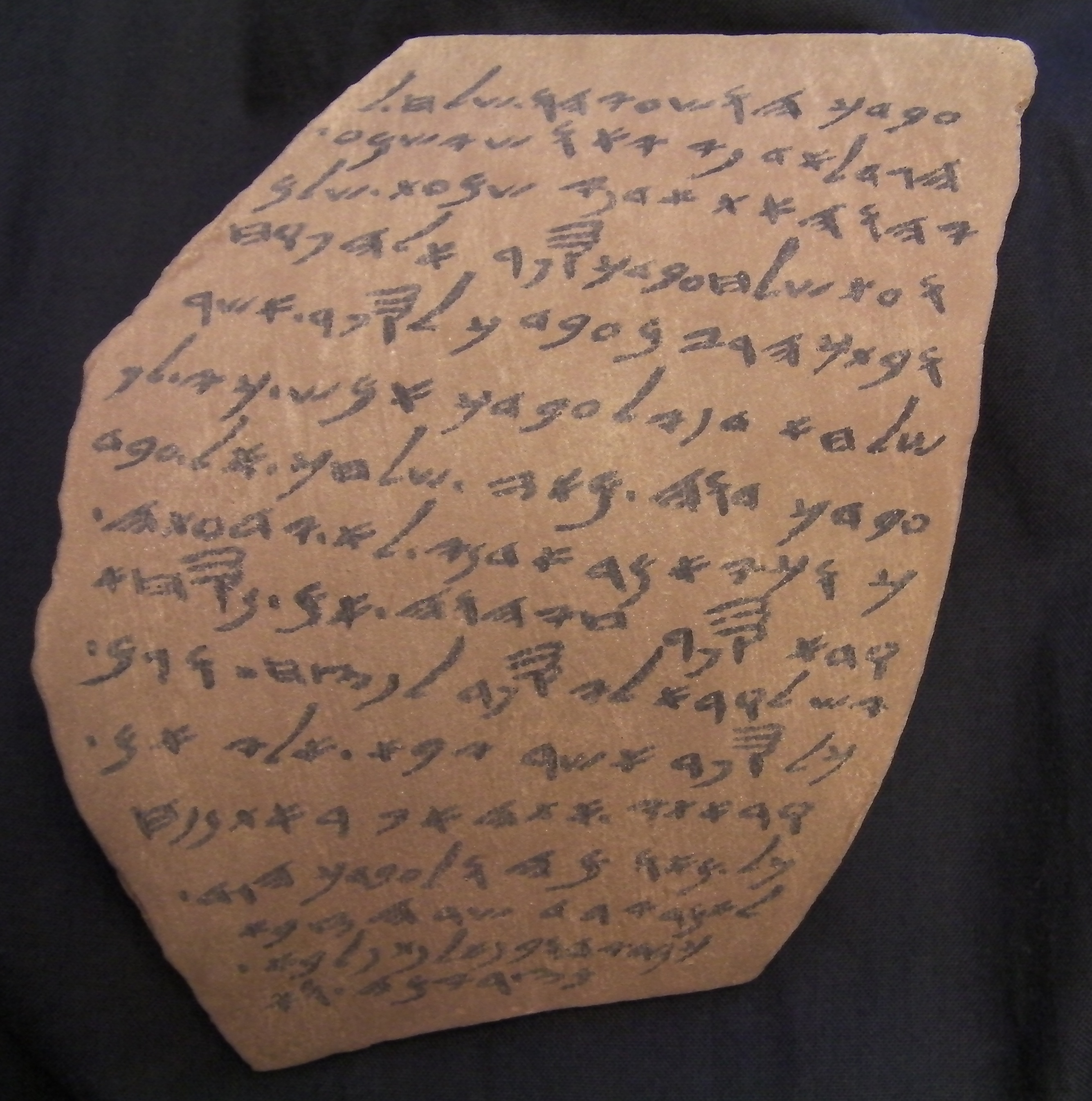
Lachisch-Ostrakon 3 (Replik) mit althebräischer Schrift
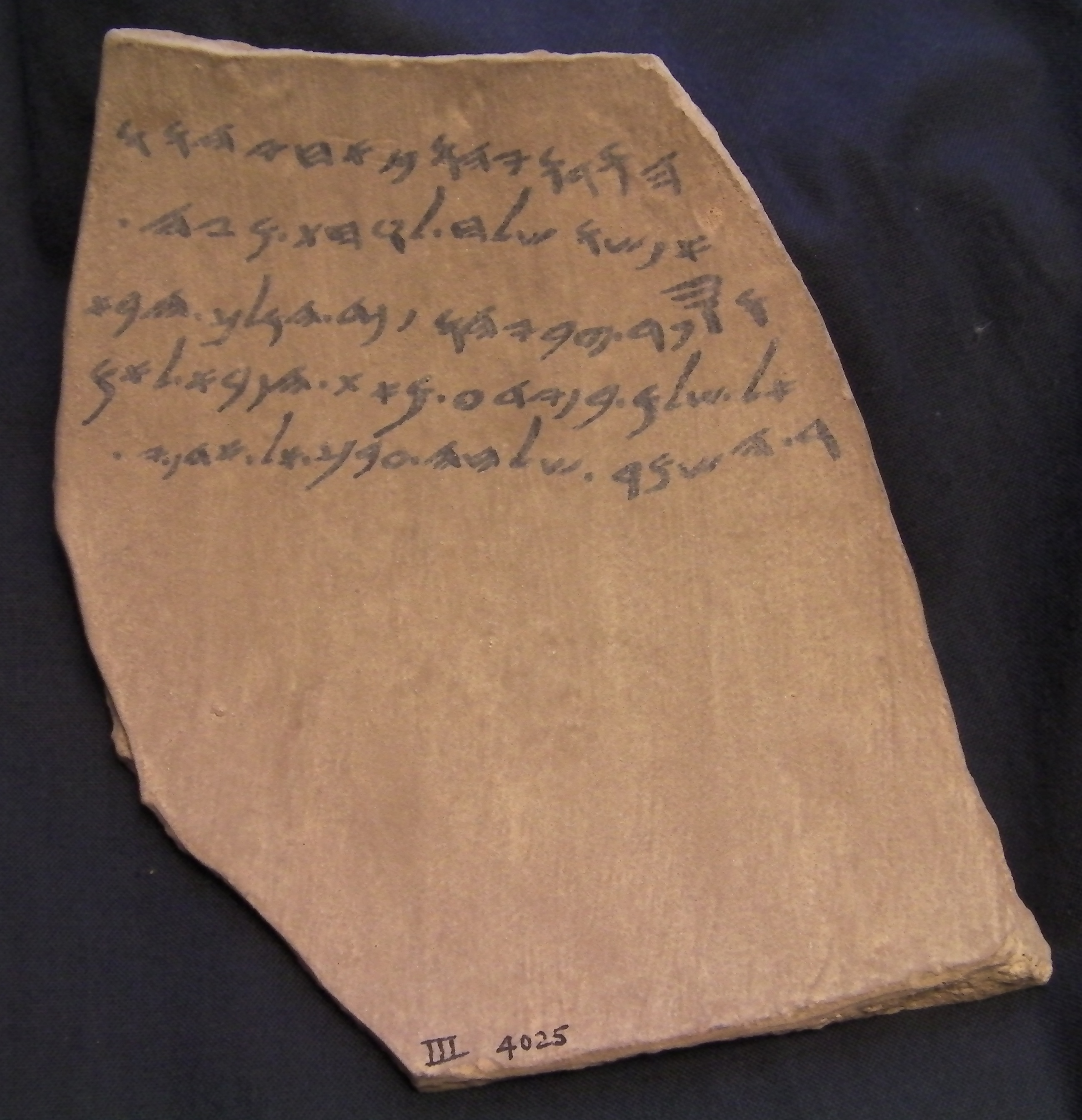
Rückseite desselben Ostrakons

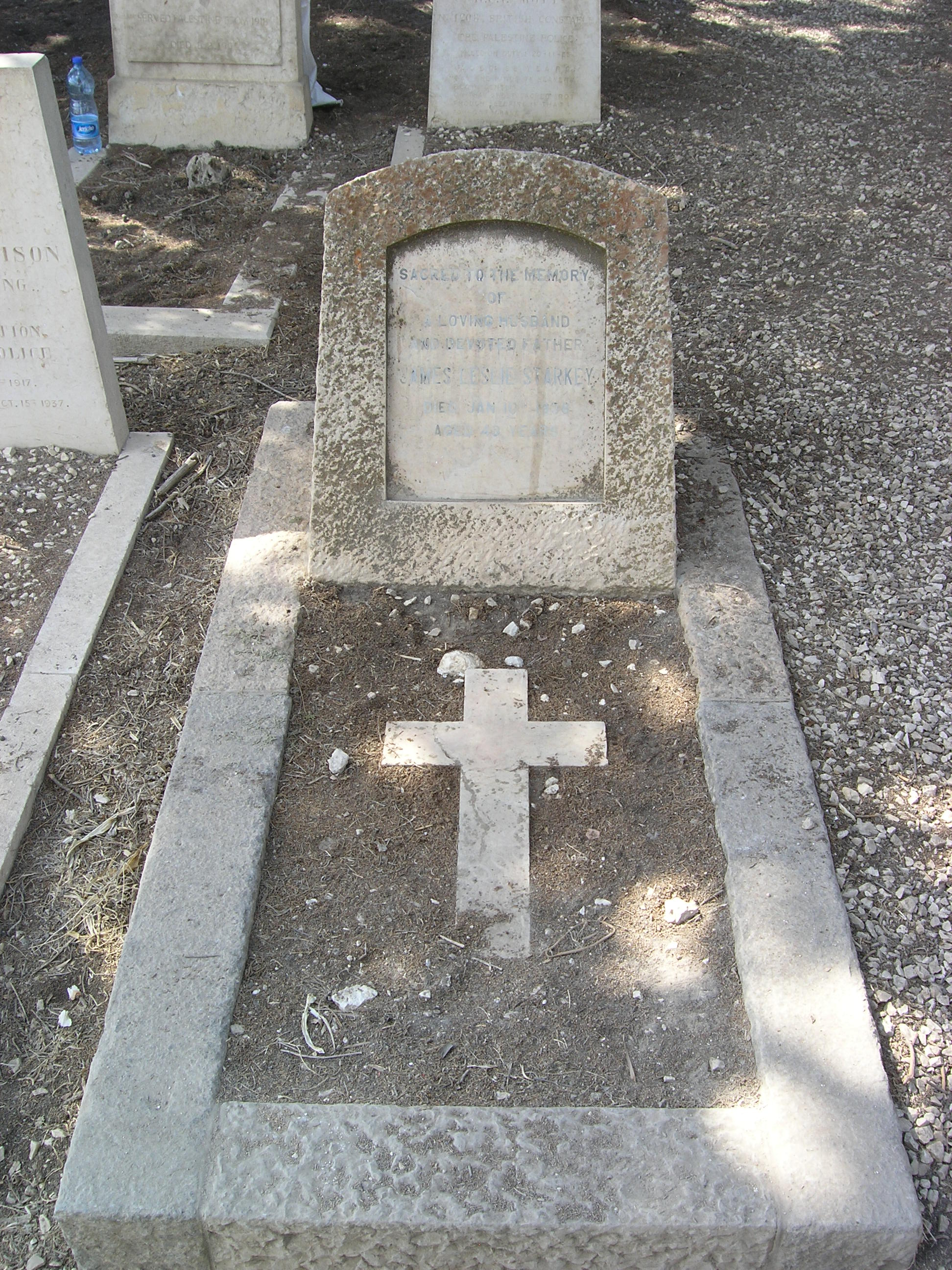
Grab von James Leslie Starkey auf dem protestantischen Zionsfriedhof in Jerusalem

Seine Forschungsarbeiten fanden ein abruptes Ende, als er im Alter von 43 Jahren Opfer eines Bandenüberfalls aufständischer Araber in Bayt Jibrin wurde, auf dem Weg von Lachisch zur Eröffnung des Palestine Archaeological Museum in Jerusalem. Die Angreifer hielten ihn für einen Juden, da ihm während der langen Ausgrabungstätigkeiten ein Vollbart gewachsen war. Starkey wurde auf dem protestantischen Friedhof am Zionsberg in Jerusalem begraben.
Starkey war Vorstandsmitglied des Palestine Exploration Fund und Fellow der Society of Antiquaries of London (F.S.A.). 1924 hatte er Marjorie Rice geheiratet. Sie hatten drei Kinder.

## Werke
- Beth-pelet : (Tell Fara), London British school of archaeology in Egypt [etc.] 1930 (mit: William M Flinders Petrie; Olga Tufnell; Eann Macdonald; Gerald Lankester Harding)
- Finds from Biblical Lachish, a city of changing fortunes on the western frontier of Judah: First report of the Wellcome archaeological research expedition to the Near East., London 1935
- The Lachish letters, and an alphabetic "missing link"; military despatches of Biblical inscriptions one thousand years older than the Codex Sinaiticus: Second report of the Wellcome archaeological research expedition to the Near East. , London 1935
- Palestine surgery 2500 years ago; skulls from Lachish marked by operations of the 7th–8th centuries B.C., and other interesting new discoveries at the historic Biblical site. , London 1936
- Palestine clues to the origin of the alphabet; new discoveries at Tell Duweir, the Biblical Lachish ... , London 1937